# Целоты
Целоты — село в Усольском районе Иркутской области России. Входит в состав Большееланского муниципального образования.

## География
Село находится на расстоянии 64 км к югу от рабочего посёлка Белореченский, административного центра района.

## Население
| 2002 | 2010 | 2011 | 2012 |
| ---- | ---- | ---- | ---- |
| 313  | ↘243 | →243 | ↘231 |

### Половой состав
По данным Всероссийской переписи, в 2010 году в селе проживали 243 человека (110 мужчин и 133 женщины).